# Esteban I de Mérida
Esteban I de Mérida o simplemente Esteban I fue obispo de  Mérida desde algo antes del año 632 y su pontificado duró hasta cerca de 637. Con la muerte de Renovato termina el «Diácono Paulo» el tratado sobre los «Padres de la iglesia emeritense», Enrique Flórez considera muy verosímil que lo hiciera estando vivo  Esteban I, sucesor de Renovato. Además, dan fe de su existencia las actas del IV Concilio de Toledo que fue iniciado en Toledo el 5 de diciembre del 633, en presencia del rey Sisenando y bajo la dirección del obispo de Sevilla, Isidoro. Se celebró en la iglesia de Santa Leocadia, construida por orden del anterior rey Suintila y que Esteban I firma en tercer lugar los documentos conciliares con su nombre y dignidad episcopal de la siguiente forma: «Stephanus Eclesiae Emeritensis Metropolitanus Episcopus subscripsi». Conoció y trató a  San Isidoro pues este presidió en concilio al que acudió Esteban I. La fecha de consagración la fija Enrique Flórez en el año 632 ya que el inmediato siguiente que firmaba en el concilio era el obispo toledano Justo que empezó su pontificado en el año 633 y como anteriormente a Esteban I hubo dos obispos muy longevos durante veintiséis años, fija ese año como el de su consagración. Se sabe que no vivió mucho tiempo después del concilio al que asistió pues en junio del año 638 ya presidía la sede emeritense su sucesor Oroncio.